# 길위에서 (영화)
"길위에서"는 2013년에 개봉한 대한민국의 영화이다.

## 캐스팅
- 이창재 : 나레이션
- 민재 행자
- 선우
- 상욱
- 영운